# Равне-при-Здолах
Равне-при-Здолах (словен. Ravne pri Zdolah) — поселення в общині Кршко, Споднєпосавський регіон, Словенія. Висота над рівнем моря: 364,9 м.